# Сен-Пьер-Бельвю
Сен-Пьер-Бельвю́ (фр. Saint-Pierre-Bellevue) — коммуна во Франции, находится в регионе Лимузен. Департамент коммуны — Крёз. Входит в состав кантона Руайер-де-Вассивьер. Округ коммуны — Обюссон.
Код INSEE коммуны — 23232.

## Население
Население коммуны на 2010 год составляло 229 человек.
| 1962 | 1968 | 1975 | 1982 | 1990 | 1999 | 2010 |
| ---- | ---- | ---- | ---- | ---- | ---- | ---- |
| 442  | 347  | 325  | 330  | 302  | 241  | 229  |

## Экономика
В 2010 году среди 127 человек трудоспособного возраста (15—64 лет) 80 были экономически активными, 47 — неактивными (показатель активности — 63,0 %, в 1999 году было 61,3 %). Из 80 активных жителей работали 72 человека (40 мужчин и 32 женщины), безработных было 8 (3 мужчин и 5 женщин). Среди 47 неактивных 6 человек были учениками или студентами, 20 — пенсионерами, 21 были неактивными по другим причинам.